# Сражение при Каинлы
Сражение при Каинлы или Сражение при Каинлы и Милли-Дюзе — решающее сражение на Кавказском ТВД во время русско-турецкой войны (1828—1829), в результате которого были разгромлены основные турецкие силы и через неделю занята крепость Эрзерум.
В первой половине июня 1829 года авангард турецких войск (30 000 человек при 17 орудиях) под командованием Гагки-паши расположился в укреплённом лагере возле урочища Милли-Дюзе. Он планировал здесь задержать наступление российских войск генерал-фельдмаршала И. Ф. Паскевича. Вдоль реки Ханычай турки на протяжении двух вёрст построили окопы и засеки; правый фланг прикрывался редутом, левый был усилен двумя артиллерийскими батареями.
В ночь с 13 на 14 июня Отдельный Кавказский корпус Паскевича (14 000 человек, 60 орудий) совершили переход через Саганлугский хребет и подошли у левому флангу турецкого лагеря. Убедившись в его неприступности с этой стороны, Паскевич решил обойти турецкие позиции через село Каинлы и атаковать противника с тыла. Чтобы отвлечь внимание турок от обманного обхода, их позиции обстреливались каждый день. 18 июня обходный корпус двинулся в 50-вёрстный переход. Оставленный на прежнем месте отряд разжёг к ночи костры, а затем присоединился к маршу главных сил. 
К 10 утра 19 июня русские войска, пройдя по трудной дороге 15 вёрст, подошли к селу Каинлы, расположенному в долине, и встретили приближавшиеся со стороны Эрзерума турецкие главные силы эрзерумского сераскира Салех-паши. Паскевич решил немедленно дать сражение. Построив боевой порядок, он двумя колоннами двинулся в атаку на подходивший турецкий авангард, в основном, конницу. На правом фланге противник был опрокинут и преследовался за речку Каинлыхчай. На левом фланге только благодаря обходному движению двух казачьих полков и подошедшему кавалерийскому резерву пехота сумела удержать занятую позицию и к 5 часам вечера отбросить более многочисленного противника за речку.
Узнав от пленных, что главные силы сераскира Салех-паши, расположились на позиции в 4-х верстах от Каинлыхчая и не имеют передовых постов, Паскевич к 7 часам вечера незаметно продвинул вперёд свои войска и с наступлением сумерек тремя колоннами атаковал турецкий лагерь. Захваченные врасплох турки почти не сопротивлялись и бежали. Сам Салех-паша едва не попал в плен. 
Свидетелем этого сражения был А.С. Пушкин, который принял участие в преследовании бегущего неприятеля и описал сражение в своих очерках «Путешествие в Арзрум». 
На рассвете 20 июня российский корпус двинулся к лагерю Гакки-паши при Милли-Дюзе. К 7 часам утра русские появились в тылу турецкой позиции. После того как турки, не знавшие о разгроме войск сераскира, отказались сдаться и стали обстреливать русские войска их орудий, Паскевич приказал начать атаку четырьмя колоннами. Деморализованный противник не оказал сопротивления и бросился бежать по менджингерской дороге. В результате преследования были захвачены 19 орудий, пленены 1200 человек и сам Гагки-паша. 
Через день Паскевич двинулся на Эрзерум. 23 июня при приближении русских войск турецкий гарнизон крепости Гассан-Кале поспешно отступил к Эрзеруму, оставив крепость без боя. Русские войска подошли к Эрзеруму. 27 июня, после переговоров и непродолжительного обстрела крепости, турецкий гарнизон в полном составе сложил оружие.